# Парфитт, Джуди
Джуди Кэтрин Клэр Парфитт (англ. Judy Catherine Claire Parfitt ; род. 7 ноября 1935, Шеффилд, Великобритания) — английская актриса театра, кино и телевидения.

## Биография
Парфитт родилась в Шеффилде, Южный Йоркшир, в 1935 году в семье Лоуренса Гамильтона Парфитта и его супруги Кэтрин Джозефины. Будучи подростком, она посещала среднюю школу для девочек Нотр-Дам, а затем обучалась в Королевской академии драматического искусства, окончив её в 1953 году.
Она дебютировала в кино в 1956 году. Во второстепенной роли в «Полученной информации», криминальной ленте режиссёра Роберта Линна, Парфитт впервые получила признание зрителей и профессионалов (1961). Спустя пять лет она сыграла Розу Дартл в мини-сериале BBC «Дэвид Копперфильд». Джуди также появилась в роли королевы Гертруды в 1969 году в фильме Тони Ричардсона «Гамлет».
Её карьера, в отличие от многих коллег, не затормозила и при достижении актрисой пожилого возраста. Вера Донован в экранизации Стивена Кинга «Долорес Клэйборн» (1995) была отмечена положительными отзывами критиков, а роль в «Девушке с жемчужной серёжкой» (2003) принесла номинацию BAFTA за лучшую женскую роль второго плана. Начиная с 2012 года, Парфитт снимается в драматическом сериале «Вызовите акушерку» в роли монахини Моники Джоан.

## Личная жизнь
В 1963 году Парфитт вышла замуж за актёра Тони Стидмана, с которым прожила до его смерти в 2001 году. В браке родился сын Дэвид.

## Избранная фильмография
- Полученная информация — Джун Клиффорд (1961)
- Мстители — Лорис / Веста / Бренда Патерсон (1962-68)
- Дэвид Копперфильд — Роза Дартл (1966)
- Отверженные — тётка Тенардье (1967)
- Гамлет — Гертруда (1969)
- Смерть принцессы — Эльза Грубер (1980)
- Гордость и предубеждение — леди Кэтрин де Бёр (1980)
- Да, господин министр — Бетти Олдхэм (1981)
- Чемпионы — доктор Мэрроу (1983)
- Драгоценность в короне — Милдред Лейтон (1986)
- Морис — миссис Дарем (1987)
- Бриллиантовые головы — леди Крюн (1989)
- Она написала убийство — Пэгги Брукс (1989)
- Всё как надо — леди Стелла Мандей (1989)
- Король Ральф — королева Кэтрин (1991)
- Долорес Клэйборн — Вера Донован (1995)
- Напряжённая атмосфера — леди Констанс Кибл (1995)
- Уайльд — леди Маунт-Темпл (1997)
- История вечной любви — королева Мария (1998)
- Убийства в Мидсомере — Анджела Вентворт (1999)
- Скорая помощь — Изабель Кордей (2000-02)
- Девушка с жемчужной серёжкой — Мария Тинс (2003)
- Арийская пара — Рашель Краутценберг (2004)
- Пуаро Агаты Кристи — мисс Ван Шуллер (2004)
- Безумие — Бренда (2005)
- Крошка Доррит — миссис Кленнэм (2008)
- МЫ. Верим в любовь — Мария Текская (2011)
- Вызовите акушерку — Сестра Моника Джоан (с 2012)
- Вера — Мэгги (2012)
- Мисс Марпл Агаты Кристи — Сесили Боклерк (2013)